# 섬너 페인

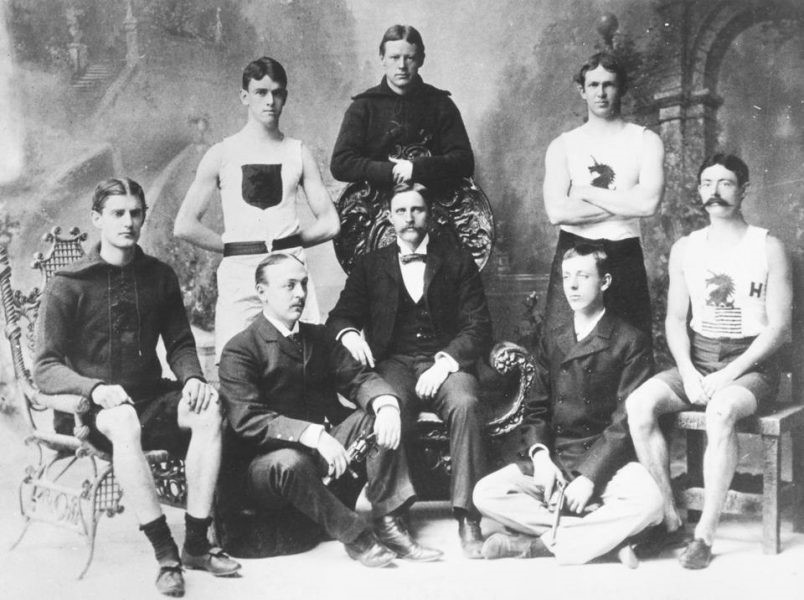

섬너 페인(영어: Sumner Paine, 1868년 5월 13일 ~ 1904년 4월 18일)은 미국의 사격 선수이다. 그는 아테네에서 열린 1896년 하계 올림픽에 참가했다.
페인은 1896년 올림픽에서 열렸던 권총 세 종목에 모두 참가했다. 그와 그의 동생인 존 페인은 속사권총 종목 출전 자격을 얻지 못했는데 그들이 갖고 있던 총기가 올림픽에서 쓸 수 있는 구경(口徑)이 아니었기 때문이다.
페인 형제는 군사권총 종목에서 콜트 리볼버를 썼다. 이 권총은 경쟁자들의 총에 비하면 상당히 우수한 것이었으며 나머지 두 종목에서 1위를 하는 것은 그다지 어렵지 않은 일이었다. 섬너는 23번을 쏴서(총 횟수는 30번) 380점을 기록했으며 존은 25번을 쏴서 442점을 기록했다. 3위는 205점에 불과했다.
군사권총에서 우승을 거둔 후 존은 자유권총 종목을 기권했다. 섬너는 이 종목에서 우승을 쉽게 할 수 있었으며 우연하게도 존이 군사권총 종목에서 이룬 점수(442)를 받았지만 한 번을 덜 쐈다.(24번) 이 종목에서 2위는 285점을 기록했다.